# Louis Granier
Pour les articles homonymes, voir Granier.
Louis Granier, né à Toulouse le 31 mai 1725 et mort à Auteuil le 17 août 1807, est un violoniste, compositeur et maître de musique français.

## Biographie
Il commence sa carrière à Bordeaux en 1752 comme premier violon au Grand Théâtre, sous la direction du maître de musique Pierre-Montan Berton. Il y fait la connaissance de Jeanne-Thérèse Arnould (ou Arnaud) qui deviendra son épouse. Le couple fait ensuite partie de la troupe de Jean-Baptiste Prin à Toulouse en 1758. Vers 1760, Granier est maître de musique à l'Opéra de Nancy. C'est probablement de là que, sur recommandation du roi Stanislas à Charles-Alexandre de Lorraine, le couple s'embarque pour Bruxelles.
Le couple Granier débute au Théâtre de la Monnaie en 1762, elle comme première danseuse, lui comme maître de musique ; ils y restent jusqu'en 1770. En 1775, Mme Granier est première danseuse à Versailles, son mari y est musicien de la chapelle royale.
En 1777, Granier est engagé à l'Académie royale de musique comme maître de musique et aide-directeur de Berton, son ancien collègue de Bordeaux. Pour Noverre, il compose la musique du ballet Médée et Jason (1775), celle des Caprices de Galatée (1776) et celle d'Annette et Lubin (1778). Il remanie aussi la musique du Thésée de Lully en février 1779.
Granier meurt à Auteuil le 17 août 1807, au domicile de son fils Antoine. Quant à sa femme, on ignore tout de sa naissance et de son décès.